# Hillsview
Hillsview est une municipalité américaine située dans le comté de McPherson, dans l'État du Dakota du Sud.
Fondée en 1887, la localité doit son nom à sa situation sur une colline. « Hillsview » signifie en effet « vue de la colline ».

## Démographie
| 1930 | 1940 | 1950 | 1960 | 1970 | 1980 |
| ---- | ---- | ---- | ---- | ---- | ---- |
| 101  | 160  | 68   | 44   | 19   | 9    |

| 1990 | 2000 | 2010 | - | - | - |
| ---- | ---- | ---- | - | - | - |
| 4    | 3    | 3    | - | - | - |

Selon le recensement de 2010, Hillsview compte 3 habitants. La municipalité s'étend sur 0,64 milles carrés (1,66 km2).